# Šancová

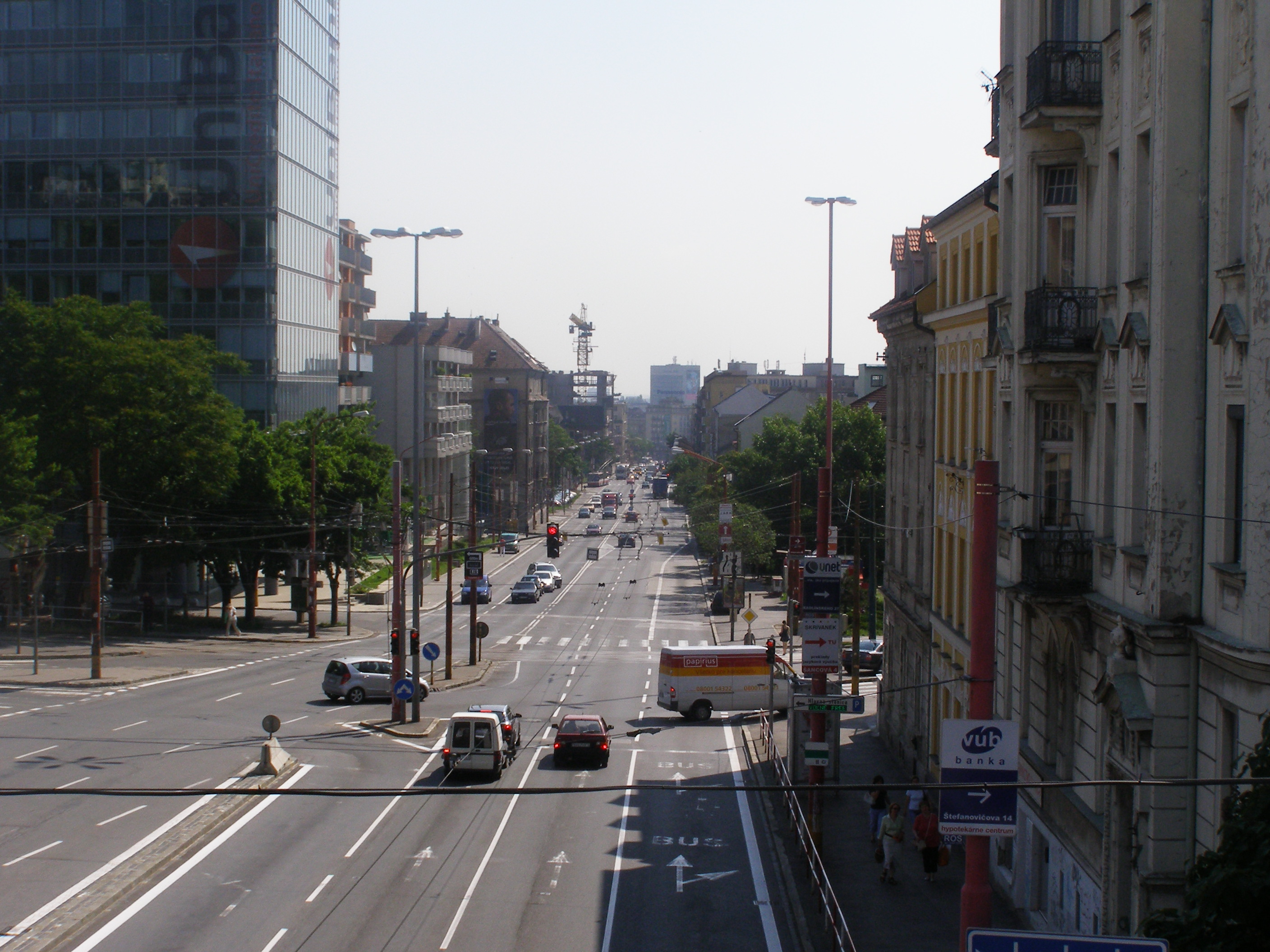
Ulica Šancová

Šancová – główna ulica na Starym Mieście w Bratysławie, rozciągająca się od skrzyżowania ulicy Štefánikovej i ulicy Pražskiej do skrzyżowania Trnavské mýto. Jest to znacząca arteria transportowa, i miejsce częstych korków.